# Люди с недостатками
«Люди с недостатками» (кор. 하자있는 인간들) — южнокорейский телесериал 2019 года в жанре романтической комедии.

## Сюжет
Романтическая комедия о двух несовершенных людях, которые влюбились друг в друга. Главная героиня Джу Со Ён ненавидит мужчин с красивыми лицами. Она полагает, что красивые мужчины приносят только неприятности, основываясь на своём опыте взросления с тремя красивыми братьями. Главный герой — Ли Кан У, у которого есть неправильные представления о Со Ён. Дорама о том, как люди с недостатками преодолевают свои предубеждения.

## В ролях

### В главных ролях
- О Ён Со в роли Джу Со Ён
- Ан Джэ Хён в роли Ли Кан У
- Ким Сыль Ги в роли Ким Ми Гён
- Гу Вон в роли Ли Мин Хёк
- Хо Джон Мин в роли Пак Хён Су

### Второстепенные роли
- Мин У Хёк в роли Джу Вон Чжэ
- Чха Ин Ха в роли Джу Вон Сок
- Чан Ю Сан в роли Чхве Хо Дол
- Ким Джэ Ён в роли Джу Со Джун
- Хван У Сыль Х в роли Ли Кан Хи
- Юн Хэ Ён в роли мисс О
- Чжу Хэ Ын в роли Ли Джу Хи
- Син До Хён в роли Пэк Чан Ми
- Юн Да Хун в роли отца Кан У
- Ким Ён Ок в роли председателя Хан
- Чон Су Гён в роли матери Пэк Чан Ми
- Ли Чон Сик в роли студента
- Кан Тхэ О в роли О Чон Тхэ (бывшего парня Со Ён)
- Со У Джин в роли маленькой Со Ён